# Pinchus Turjan
Pinchus Grigorjewicz Turjan (ros. Пинхус Григорьевич Турьян, ur. 8 kwietnia?/20 kwietnia 1896 w Łebedynie w obwodzie czerkaskim, zm. 30 sierpnia 1976 w Kijowie) – radziecki wojskowy, kapitan, Bohater Związku Radzieckiego (1944).

## Życiorys
Urodził się w żydowskiej rodzinie robotniczej. Skończył 7 klas niepełnej szkoły średniej, pracował w cukrowni, od 1918 należał do RKP(b), brał udział w wojnie domowej i w wojnie z Polską. Był pracownikiem administracyjno-gospodarczym w obwodzie kijowskim, w 1941 został powołany do Armii Czerwonej, od lipca 1941 walczył na Froncie Południowo-Zachodnim, 26-28 września 1943 jako partyjny organizator 269 samodzielnego batalionu saperów 12 Armii Frontu Południowo-Zachodniego w stopniu kapitana uczestniczył w forsowaniu Dniepru w obwodzie zaporoskim; brał udział w walkach o przyczółek i odpieraniu niemieckich kontrataków, został ranny. W 1945 został przeniesiony do rezerwy, pracował w zarządzie budowlanym.

## Odznaczenia
- Złota Gwiazda Bohatera Związku Radzieckiego (19 marca 1944)
- Order Lenina (19 marca 1944)
- Order Czerwonej Gwiazdy

I medale.